# Platytes poliopepla
Platytes poliopepla là một loài bướm đêm trong họ Crambidae.